# 高階@聖人
高階@聖人（たかしな まさと、6月16日 - ）は、日本のイラストレーター。
同じくイラストレーターの皆村春樹との合同サークル「twinkle snows」で、同人活動をしている。

## 作品

### キャラクターデザイン
- A.I. Love You!（電撃G's magazine連載、読者参加企画）[3][4]

### 挿画
- 二四〇九階の彼女（西村悠・著、電撃文庫）
- AKUMAで少女（わかつきひかる・著、HJ文庫）
- 東方文花帖 〜 Bohemian Archive in Japanese Red.（一迅社）
- 二人で始める世界征服（おかざき登・著、MF文庫J）
- 本日の騎士ミロク（田口仙年堂・著、富士見ファンタジア文庫）

### ゲーム原画
- 月あかりランチ（2013年5月31日）